# Dworzyszcze (województwo wielkopolskie)
Dworzyszcze – osada w Polsce położona w województwie wielkopolskim, w powiecie kępińskim, w gminie Rychtal. Miejscowość wchodzi w skład sołectwa Krzyżowniki.
W latach 1975–1998 miejscowość administracyjnie należała do województwa kaliskiego.